# World Surf League
Pour les articles homonymes, voir WSL (homonymie) et Windows Subsystem for Linux.
 (août 2018).
La World Surf League ou WSL (en français : Ligue mondiale de surf) est une entreprise américaine chargée de l'organisation de toutes les compétitions professionnelles de surf dans le monde. Créée en 1976 sous le nom d'« International Professional Surfers » (IPS) puis renommée « Association of Surfing Professionals » (ASP) en 1983 et WSL en 2015, elle est notamment responsable de l'organisation des épreuves constituant le championnat du monde de surf (World Championship Tour (WCT) ainsi que celles des ligue d'accès à l'élite (Challenger Series (CS) et World Qualifying Series (WQS)).

## Déroulement
Le championnat a lieu généralement entre les mois de février et de décembre. Le classement est réalisé grâce à un système de points acquis par les surfeurs à chaque épreuve. Les deux moins bonnes manches de la saison de chaque athlète sont retirées du décompte final de points. Le champion du monde n'est pas nécessairement désigné en fin de saison : en 2008 par exemple Kelly Slater a engrangé assez de points pour être couronné dès l'étape de Mundaka au Pays basque espagnol, de même pour John John Florence en 2016 qui a été couronné champion du monde après avoir gagné l'étape de Meo Rip Curl pro Portugal. En 2021 une nouvelle phase finale est introduite opposant les 5 surfeurs en tête du classement à l'issue de la saison.

### Femmes
La compétition se déroule ainsi :
- 1er tour : 6 séries de trois, les deux premières qualifiées pour le 3e tour la battue en repechages (ou 2e tour) ;
- 2e tour : 2 séries de trois (les battues du premier tour), les deux premières qualifiées pour le 3e tour les battues sont classées 17e ;
- 3e tour : 8 séries de deux, les vainqueurs qualifiées pour les 1/4 de finale, les battues sont classées 9e ;
- 1/4 de finale : 4 séries de deux, les vainqueurs qualifiées pour les 1/2 de finale, les battues sont classées 5e ;
- 1/2 de finale : 2 séries de deux, les vainqueurs qualifiées pour la finale, les battues sont classées 3e ;
- Finale à deux, la vainqueur est classée 1re, la battue est classée 2e.

### Barème de points

#### Hommes
Nouveau barème à partir de 2010 (barème mis en place à la suite de la fusion des classements WCT et WQS en un classement unique)
| Place | Points |  | Place | Points |  | Place | Points |  | Place  | Points |
| ----- | ------ |  | ----- | ------ |  | ----- | ------ |  | ------ | ------ |
| 1er   | 10 000 |  | 3e    | 6 500  |  | 9e    | 3 750  |  | 33e    | 500    |
| 2e    | 8 000  |  | 5e    | 5 250  |  | 17e   | 1 750  |  | blessé | 500    |

Ancien barème jusqu'en 2009
| Place | Points |  | Place | Points |  | Place | Points |  | Place  | Points |
| ----- | ------ |  | ----- | ------ |  | ----- | ------ |  | ------ | ------ |
| 1er   | 1 200  |  | 3e    | 876    |  | 9e    | 600    |  | 33e    | 225    |
| 2e    | 1 032  |  | 5e    | 732    |  | 17e   | 410    |  | blessé | 225    |

#### Femmes
| Place | Points |  | Place | Points |  | Place | Points |  | Place   | Points |
| ----- | ------ |  | ----- | ------ |  | ----- | ------ |  | ------- | ------ |
| 1re   | 1 200  |  | 3e    | 756    |  | 9e    | 360    |  | blessée | 180    |
| 2e    | 972    |  | 5e    | 552    |  | 17e   | 180    |  |         |        |

## Champions du monde

### WCT Femmes

#### 1976 à 1989
| Année | Vainqueur      | Pays       | Nombre épreuves |  | Année | Vainqueur    | Pays           | Nombre épreuves |
| ----- | -------------- | ---------- | --------------- |  | ----- | ------------ | -------------- | --------------- |
| 1976  | ~~             | ~~         |                 |  | 1983* | Kim Mearig   | États-Unis     | 9               |
| 1977  | Margo Oberg    | États-Unis | 9               |  | 1984* | Frieda Zamba | États-Unis     | 10              |
| 1978  | Lynne Boyer    | États-Unis | 5               |  | 1985* | Frieda Zamba | États-Unis     | 9               |
| 1979  | Lynne Boyer    | États-Unis | 4               |  | 1986* | Frieda Zamba | États-Unis     | 9               |
| 1980  | Margo Oberg    | États-Unis | 2               |  | 1987* | Wendy Botha  | Afrique du Sud | 8               |
| 1981  | Margo Oberg    | États-Unis | 4               |  | 1988  | Frieda Zamba | États-Unis     | 10              |
| 1982  | Debbie Beacham | États-Unis | 5               |  | 1989  | Wendy Botha  | Australie      | 12              |

* de 1983 à 1987 les saisons étaient à cheval sur deux ans d'avril à avril : 1983/1984 - 1984/1985 - 1985/1986 - 1986/1987 et 1987/1988.

#### depuis 1990
| Année | Vainqueur         | Pays       | Nombre épreuves |  | Année | Vainqueur                             | Pays                                  | Nombre épreuves                       |
| ----- | ----------------- | ---------- | --------------- |  | ----- | ------------------------------------- | ------------------------------------- | ------------------------------------- |
| 1990  | Pam Burridge      | Australie  | 14              |  | 2007  | Stéphanie Gilmore                     | Australie                             | 8                                     |
| 1991  | Wendy Botha       | Australie  | 8               |  | 2008  | Stéphanie Gilmore                     | Australie                             | 8                                     |
| 1992  | Wendy Botha       | Australie  | 15              |  | 2009  | Stéphanie Gilmore                     | Australie                             | 7                                     |
| 1993  | Pauline Menczer   | Australie  | 12              |  | 2010  | Stéphanie Gilmore                     | Australie                             | 8                                     |
| 1994  | Lisa Andersen     | États-Unis | 11              |  | 2011  | Carissa Moore                         | Hawaï                                 | 7                                     |
| 1995  | Lisa Andersen     | États-Unis | 18              |  | 2012  | Stéphanie Gilmore                     | Australie                             | 7                                     |
| 1996  | Lisa Andersen     | États-Unis | 29              |  | 2013  | Carissa Moore                         | Hawaï                                 | 8                                     |
| 1997  | Lisa Andersen     | États-Unis | 13              |  | 2014  | Stéphanie Gilmore                     | Australie                             | 10                                    |
| 1998  | Layne Beachley    | Australie  | 11              |  | 2015  | Carissa Moore                         | Hawaï                                 | 10                                    |
| 1999  | Layne Beachley    | Australie  | 14              |  | 2016  | Tyler Wright                          | Australie                             | 10                                    |
| 2000  | Layne Beachley    | Australie  | 9               |  | 2017  | Tyler Wright                          | Australie                             | 10                                    |
| 2001* | Layne Beachley    | Australie  | 3               |  | 2018  | Stéphanie Gilmore                     | Australie                             | 10                                    |
| 2002  | Layne Beachley    | Australie  | 6               |  | 2019  | Carissa Moore                         | Hawaï                                 | 10                                    |
| 2003  | Layne Beachley    | Australie  | 5               |  | 2020  | Saison annulée pour cause de COVID-19 | Saison annulée pour cause de COVID-19 | Saison annulée pour cause de COVID-19 |
| 2004  | Sofía Mulánovich  | Pérou      | 7               |  | 2021  | Carissa Moore                         | Hawaï                                 | 7                                     |
| 2005  | Chelsea Georgeson | Australie  | 9               |  | 2022  | Stéphanie Gilmore                     | Australie                             | 10                                    |
| 2006  | Layne Beachley    | Australie  | 8               |  | 2023  | Caroline Marks                        | États-Unis                            | 10                                    |

De plus le nombre d'événements importants s'explique par le fait que le WQS n'est apparu qu'en 1997.

* les épreuves d'automne 2001 ont été annulées à cause des événements du 11 septembre.
Layne Beachley a remporté sept titres de championne du monde ce qui fait d'elle la femme la plus titrée dans l'histoire du championnat du monde de surf. Avec son titre de 2006, elle devient à 33 ans la plus âgée des championnes du monde.

### Longboard Hommes
| Année | Vainqueur                       | Pays       |  | Année | Vainqueur                         | Pays       |
| ----- | ------------------------------- | ---------- |  | ----- | --------------------------------- | ---------- |
| 1986  | Nat Young                       | Australie  |  | 2000  | Beau Young                        | Australie  |
| 1987  | Stuart Entwistle                | Australie  |  | 2001  | Colin McPhillips[réf. nécessaire] | États-Unis |
| 1988  | Nat Young[réf. nécessaire]      | Australie  |  | 2002  | Colin McPhillips[réf. nécessaire] | États-Unis |
| 1989  | Nat Young[réf. nécessaire]      | Australie  |  | 2003  | Beau Young[réf. nécessaire]       | Australie  |
| 1990  | Nat Young[réf. nécessaire]      | Australie  |  | 2004  | Joël Tudor[réf. nécessaire]       | États-Unis |
| 1991  | Martin McMillan                 | Australie  |  | 2006  | Josh Constable                    | Australie  |
| 1992  | Joey Hawkins                    | États-Unis |  | 2007  | Phil Rajzman                      | Brésil     |
| 1993  | Rusty Keaulana                  | Hawaï      |  | 2008  | Bonga Perkins[réf. nécessaire]    | Hawaï      |
| 1994  | Rusty Keaulana[réf. nécessaire] | Hawaï      |  | 2009  | Harley Ingleby                    | Australie  |
| 1995  | Rusty Keaulana[réf. nécessaire] | Hawaï      |  | 2010  | Duane DeSoto                      | Hawaï      |
| 1996  | Bonga Perkins                   | Hawaï      |  |       |                                   |            |
| 1997  | Dino Miranda                    | Hawaï      |  |       |                                   |            |
| 1998  | Joël Tudor                      | États-Unis |  |       |                                   |            |
| 1999  | Colin McPhillips                | États-Unis |  |       |                                   |            |

### Juniors Garçons
| Année | Vainqueur                       | Pays         |  | Année | Vainqueur                      | Pays           |
| ----- | ------------------------------- | ------------ |  | ----- | ------------------------------ | -------------- |
| 1998  | Andy Irons                      | Hawaï        |  | 2004  | Pablo Paulino                  | Brésil         |
| 1999  | Joël Parkinson                  | Australie    |  | 2005  | Kekoa Balcasco                 | Hawaï          |
| 2000  | Pedro Henrique                  | Brésil       |  | 2006  | Jordy Smith                    | Afrique du Sud |
| 2001  | Joël Parkinson[réf. nécessaire] | Australie    |  | 2007  | Pablo Paulino[réf. nécessaire] | Brésil         |
| 2002  | Non attribué                    | Non attribué |  | 2008  | Kai Barger                     | Hawaï          |
| 2003  | Adriano de Souza                | Brésil       |  | 2009  | Maxime Huscenot                | France         |

### Juniors Filles
| Année | Vainqueur         | Pays      |  | Année | Vainqueur     | Pays      |
| ----- | ----------------- | --------- |  | ----- | ------------- | --------- |
| 2005  | Jessi Miley-Dyer  | Australie |  | 2008  | Pauline Ado   | France    |
| 2006  | Nicola Atherton   | Australie |  | 2009  | Laura Enever  | Australie |
| 2007  | Sally Fitzgibbons | Australie |  | 2010  | Alizée Arnaud | France    |

## Statistiques

### Victoires par nation
Total au 31 décembre 2008
| Place | Pays             | Hommes WCT | Hommes WQS | Femmes WCT | Femmes WQS | WLT | Total |
| ----- | ---------------- | ---------- | ---------- | ---------- | ---------- | --- | ----- |
| 1     | Australie        | 227        | 166        | 171        | 89         | 24  | 677   |
| 2     | États-Unis*      | 193        | 289        | 108        | 39         | 21  | 650   |
| 3     | Brésil           | 14         | 133        | 2          | 29         | 5   | 183   |
| 4     | Afrique du Sud   | 13         | 40         | 9          | 6          | 1   | 69    |
| 5     | France**         | 4          | 27         | 1          | 6          |     | 38    |
| 6     | Japon            |            | 19         | 1          | 5          |     | 25    |
| 7     | Royaume-Uni      | 16         | 4          |            |            |     | 20    |
| 8     | Espagne***       |            | 19         |            |            |     | 19    |
| 9     | Pérou            |            |            | 9          | 4          |     | 13    |
| 10    | Portugal         |            | 8          |            |            |     | 8     |
| 11    | Allemagne        |            | 4          |            |            |     | 4     |
| 12    | Porto Rico       |            | 3          |            |            |     | 3     |
| 12    | Venezuela        |            | 3          |            |            |     | 3     |
| 12    | Nouvelle-Zélande |            | 2          |            | 1          |     | 3     |
| 12    | Mexique          |            | 3          |            |            |     | 3     |
| 16    | Argentine        |            |            |            | 2          |     | 2     |
| 17    | Indonésie        |            | 1          |            |            |     | 1     |
| Total |                  | 463        | 721        | 301        | 181        | 51  | 1 717 |

* dont Hawaï : 260 (66 WCT hommes, 115 WQS hommes, 49 WCT femmes, 23 WQS femmes et 7 WTL)

** dont Polynésie française : 4 (3 WQS homme et 1 WQS femme),  La Réunion 1 (WCT femme)

*** dont Pays basque : 9 WQS

### Âge des Vainqueurs
En gras, les surfeurs et surfeuses en activité (données pouvant subir des changements)
Champions du monde
- Plus jeune homme : 20 ans Kelly Slater en 1992
- Plus vieil homme : 39 ans Kelly Slater en 2011
- Plus jeune femme : 19 ans et 5 mois Frieda Zamba en 1984
- Plus vieille femme : 34 ans Layne Beachley en 2006
- Plus jeune longboard : 22 ans Joël Tudor en 1998
- Plus vieux longboard : 43 ans Nat Young en 1990

Vainqueurs d'épreuves
- Plus jeune homme : 16 ans Nick Wood 1987 Rip Curl Bells Beach (en tant qu'invité)
- Plus vieil homme : 49 ans et 10 mois Kelly Slater 2022 Billabong Pro Pipeline
- Plus jeune femme : 14 ans Tyler Wright 2008 Beachley Classic[1] (en tant qu'invitée)
- Plus vieille femme : 32 ans Layne Beachley 2004 Roxy Pro Haleiwa
- Plus jeune longboard : 16 ans Joël Tudor 1991 Oxbow Master Biarritz
- Plus vieux longboard : 43 ans Nat Young 1990 Rip Curl Pro Hossegor

Participants à une saison WCT
- Plus jeune homme : 15 ans Martin Potter en 1980
- Plus vieil homme : 50 ans Kelly Slater en 2022

Rookie of the year
- Plus jeune homme : 19 ans Jérémy Florès en 2007
- Plus jeune femme : 15 ans Caroline Marks en 2018

## Controverse
En 2023, la World Surf League annonce une nouvelle politique pour les athlètes transgenres : les surfeurs nés hommes, sous certaines conditions (taux de testostérone), pourront participer à des compétitions féminines. En réaction, Bethany Hamilton fait savoir qu'elle ne participerait plus à des compétitions de la WSL si celle-ci autorisait les hommes biologiques à surfer dans les épreuves féminines,.